# Circasia
Circasia est une municipalité située dans le département du Quindío en Colombie.

## Démographie
Selon les données récoltées par le DANE lors du recensement de la population colombienne en 2005, Circasia compte une population de 26 705 habitants. En 2018, le DANE en recense 28 162.

## Liste des maires
- 2020 - 2023 : Ana Yulieth Díaz Ubaque